# Cerkelladies Brugge
Cerkelladies Brugge is een Belgische voetbalclub uit Brugge. De club is aangesloten bij de KBVB met stamnummer 9330 en heeft groen en zwart als clubkleuren. Cerkelladies is enkel actief in het vrouwenvoetbal en ontstond uit de vrouwenafdeling van Cercle Brugge.

## Geschiedenis
De ploeg ontstond in 1971 onder de naam ‘Cercleladies’, toen Roger Slabbinck, Marc Knockaert en Georges Pintelon van supportersvereniging d’Echte op het idee kwamen een voetbalwedstrijd te organiseren voor vrouwelijke supporters van Cercle Brugge. Die eerste wedstrijd werd gespeeld op 4 juni 1971. De volgende drie jaren bleef de ploeg af en toe vriendschappelijke wedstrijden spelen. Uiteindelijk wilde men in de officiële vrouwencompetities spelen, die de KBVB sinds 1971 inrichtte. De ploeg ging spelen in de schoot van KSV Cercle Brugge, een oude traditieclub uit het Belgisch voetbal, aangesloten bij de Belgische Voetbalbond onder stamnummer 12.
Cercle ging in 1974-1975 van start in de provinciale reeks Oost- en West-Vlaanderen en mocht er meteen promoveren naar de Eerste Nationale. De ploeg maakte in het seizoen 1975-1976 haar opwachting in de nationale reeksen van het Belgische vrouwenvoetbal. Ze kon er zich handhaven in de middenmoot. Het seizoen 1980-81, waarin het tienjarig bestaan werd gevierd, werd een succes. Cercle Brugge werd landskampioen, won op 4 juni 1981 met 2-0 de Beker van België tegen Lady's Scherpenheuvel en pakte zo de dubbel. In het voorjaar van 1982 kreeg men van de stad Brugge de Trofee der sportverdienste.
Cercle Brugge bleef het volgende decennium meedraaien in de middenmoot in hoogste klasse, maar kon nooit meer het succes van 1981 herhalen. In 1993 strandde men uiteindelijk op de laatste plaats en degradeerde zo naar Tweede Klasse, net toen men de nieuwe infrastructuur in het Sportcomplex Gulden Kamer in gebruik nam. Het eerste seizoen in Tweede Klasse strandde Cercle nog op een tweede plaats, maar een jaar later pakte men er de eerste plaats en zo keerde men in 1995 terug in de hoogste klasse. De A-ploeg eindigde in 1998 weer op een laatste plaats en zakte zo na drie seizoenen opnieuw naar Tweede Klasse.
In 1998 splitste de vrouwenafdeling zich af van Cercle Brugge voornamelijk om administratieve redenen. Men sloot zich onder de naam Cerkelladies Brugge aan bij de Belgische Voetbalbond met stamnummer 9330 en ging voortaan autonoom verder. Cerkelladies bleef het volgend decennium in Tweede Klasse. In 2009 eindigde de club er echter laatste en zo degradeerde men voor het eerst verder naar Derde Nationale. In 2014 werd de ploeg vice-kampioen in derde klasse A, won de play-offs en promoveerde opnieuw naar tweede klasse.
Op 18 maart 2017 overleed in Brugge de 93-jarige Germain Costenoble, 45 jaar voorzitter van de Cerkelladies Brugge tot aan zijn overlijden. Groenzwart vormde de leidraad door zijn leven. Germain was lid van d’Echte, de oudste supportersvereniging van Cercle Brugge. Germain Costenoble werd als voorzitter opgevolgd door zijn dochter Aurora Costenoble.
Op de slotdag van 2018 verloor Cerkelladies met 1-2 tegen KSV Sottegem en verdween zo voor het eerst in 43 jaar (1975-2018) uit de nationale reeksen van het Belgische vrouwenvoetbal. De ploeg doet verder met drie teams: Cerkelladies A spelen in eerste provinciale, Cerkelladies B in tweede provinciale en de U16 speelt bij de jeugd. De eerste ploeg wordt getraind door T1 Dwight Maes.

## Erelijst
- Belgisch landskampioen

winnaar (1x): 1980-81
- Beker van België

winnaar (1x): 1981
- Dubbel

winnaar (1x): 1981

## Seizoenen A-ploeg
| Seizoen | Reeks              | Niveau | Plaats | Punten | Beker        | Opmerkingen                                                     |
| ------- | ------------------ | ------ | ------ | ------ | ------------ | --------------------------------------------------------------- |
| 2013-14 | Derde klasse A     | 4      | 2      | 43     | Tweede ronde | Promotie naar Tweede Nationale Klasse                           |
| 2014-15 | Tweede klasse      | 3      | 9      | 20     | Derde ronde  |                                                                 |
| 2015-16 | Tweede klasse      | 3      | 8      | 21     | Derde ronde  |                                                                 |
| 2016-17 | Tweede klasse A    | 3      | 10     | 30     | Tweede ronde |                                                                 |
| 2017-18 | Tweede klasse A    | 3      | 12     | 20     | Derde ronde  | Degradatie naar Eerste Provinciale Klasse                       |
| 2018-19 | Eerste Provinciale | 4      | 9      | 36     | 1/8e finale  |                                                                 |
| 2019-20 | Eerste Provinciale | 4      | 9      | 27     | 1/4e finale  | De competitie werd vervroegd stopgezet wegens de coronapandemie |
| 2020-21 | Eerste Provinciale | 4      | -      | -      | -            | De competitie werd geschrapt wegens de coronapandemie           |
| 2021-22 | Eerste Provinciale | 4      | 2      | 53     | -            |                                                                 |
| 2022-23 | Eerste Provinciale | 4      | ?      | ?      | Eerste ronde |                                                                 |
| 2023-24 | Eerste Provinciale | 4      | 2      | 58     | -            | Promotie naar 2e Nationale (Interprovinciale)                   |
| 2024-25 | Interprovinciale A | 3      | 10     | 10     | Tweede ronde | Degradatie naar Eerste Provinciale Klasse                       |
| 2025-26 | Eerste Provinciale | 4      | -      | -      | -            |                                                                 |

## Basisploeg 2020-2021
Doelvrouw: Shauni Swimberghe

Verdediging: Estée Baert, Silke Everaert, Fien Vanhaecke, Evelyne Wardenier, Jana Storme 

Middenveld: Karen Clibouw, Anke Dujardin, Romina Dille, Femke Van Waeyenberge, Sana Vander Stichele

Aanval: Ada Azomchine, Margot Pollet, Ilona Ben Sadik, kiliana Vanhauwaert